# St. Johannis (Langlingen)

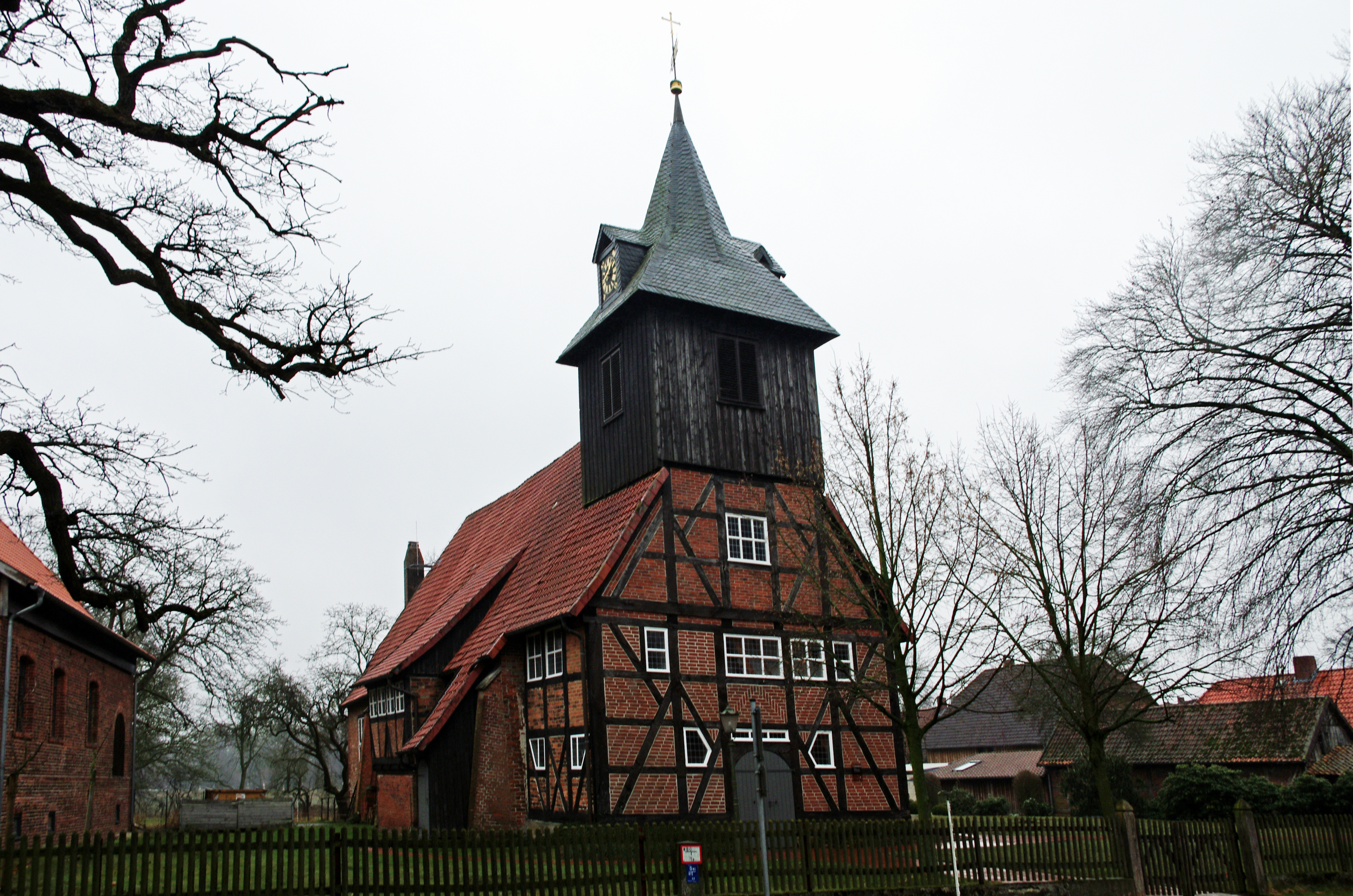
St. Johannis

Die evangelisch-lutherische, denkmalgeschützte Kirche St. Johannis steht in Langlingen, einer Gemeinde im Landkreis Celle in Niedersachsen. Die Kirchengemeinde gehört zum Kirchenkreis Celle im Sprengel Lüneburg der Evangelisch-lutherischen Landeskirche Hannovers.

## Beschreibung
Die erste urkundliche Erwähnung der Kirche datiert auf das Jahr 1257. Ein heute nicht mehr vorhandener Eckstein aus dem Chor der alten Kirche mit der Jahreszahl MCCCXXXVIII (1338) weist auf den Bau des Langhauses hin. 1668 wurde nach Westen das Langhaus um einen querrechteckigen Anbau in Holzfachwerk verlängert und mit einem holzverschalten quadratischen Dachturm versehen, der 1783 erneuert wurde. Hinter seinen Klangarkaden befindet sich der Glockenstuhl, in dem 2 Kirchenglocken hängen, die 1948 J. F. Weule gegossen hat. Sein achtseitiger, schiefergedeckter, spitzer Helm hat nach Norden und Süden Dachgauben für die Zifferblätter und die Schlagglocken der Turmuhr. Der ursprünglich abseits im Nordwesten stehende hölzerne Glockenstuhl wurde 1743 abgebrochen. An der Nordwand des Langhauses wurde im 17. Jahrhundert eine Patronatsloge angebaut. Der Chor im Osten wurde 1723 erweitert und unter ihm eine Gruft angelegt. 1884 wurden Strebepfeiler aus baustatischen Gründen angebaut. Das Langhaus ist mit einem Satteldach bedeckt, das über dem Chor abgewalmt ist. Der Innenraum ist mit einem segmentbogigen, hölzernen, bemalten Tonnengewölbe überspannt. Der Chor ist um 4 Stufen erhöht und durch eine hölzerne Balustrade vom Langhaus abgetrennt. Zur Kirchenausstattung gehört ein dreiteiliges, säulengegliedertes Altarretabel auf einer eingezogenen Predella auf gemauertem Stipes von 1675. Auf den Mitteltafeln sind das Abendmahl, die Kreuzigung und die Auferstehung gemalt, seitlich Mose und Johannes der Täufer. Die Brüstungen der Emporen im Westen und im Norden wurden im 17. Jahrhundert mit Emblemen und allegorischen Malereien versehen. Die Kanzel mit dem kronenartigen Schalldeckel wurde 1670 gebaut. Eine erste Orgel wurde der Kirche 1724 von Ernst Wilhelm von Spörcken geschenkt, die 1780 durch eine kleine Orgel ersetzt wurde. Sie hatte 7 Register und stand über dem Altar. 1851 war diese Orgel so überaltert, dass eine neue Orgel mit 20 Registern, verteilt auf 2 Manuale und ein Pedal, erworben wurde. Sie wurde 1854 von Philipp Furtwängler & Söhne gebaut und 2010 von Elmar Krawinkel restauriert.